# NGC 309
NGC 309 è una galassia a spirale situata nella costellazione della Balena.
Fu scoperta nel 1876 da Wilhelm Tempel.
| Supernova             | Magnitudine apparente | Tipo |
| --------------------- | --------------------- | ---- |
| 2014ef                | 17.3                  | Ib   |
| PSN J00564446-0954595 | 17.2                  | IIb  |
| 2012dt                | 18.0                  | IIP  |
| 2008cx                | 17.8                  | IIb  |
| 1999ge                | 15.5                  | II   |